# Justicia kanal
Justicia kanal är en akantusväxtart som beskrevs av T.F. Daniel. Justicia kanal ingår i släktet Justicia och familjen akantusväxter. Inga underarter finns listade i Catalogue of Life.